# Adrien Constant de Rebecque

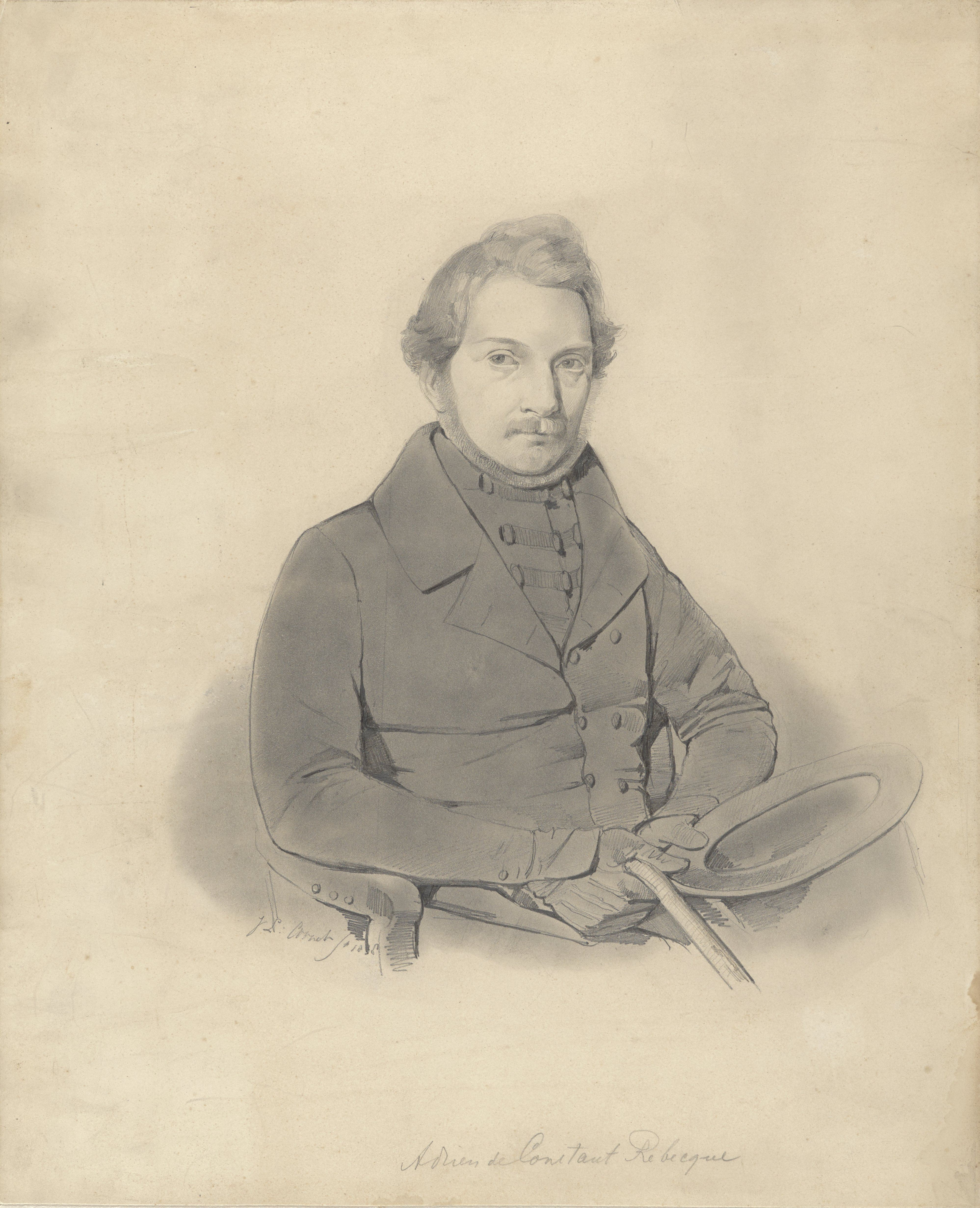
Adrien Constant de Rebecque (1838)

Adrien Constant de Rebecque (* 22. September 1806 in Lausanne; † 30. Mai 1876 ebenda; heimatberechtigt in Hermenches, Villars-Mendraz und Lausanne), auch bekannt unter dem Künstlernamen Constant Delessert, war ein Schweizer Richter, Politiker und Fotograf.

## Leben
Adrien Constant de Rebecque wurde als Sohn des Auguste Constant de Rebecque und der Louise-Angélique Polier geboren. 1833 heiratete er Julie Delessert, die Tochter eines Baptiste, Bankiers und Industriellen. Er diente von 1825 bis 1830 als Offizier der Schweizergarde im Dienst Frankreichs. Ausserdem war er Friedensrichter, Waadtländer Grossrat und von 1838 bis 1845 Lausanner Stadtrat.
Ab 1840 widmete sich Constant de Rebecque der Fotografie und experimentierte insbesondere mit verschiedenen Verfahren auf der Basis von Kollodium, Albuminat und Trockenkaffee. Wie die Cousins seiner Frau wurde er 1858 Mitglied der französischen Gesellschaft für Fotografie. 1859 stellte er erstmals in Paris aus. Unter dem damals angenommenen Namen Constant Delessert wurde er international bekannt. Er veröffentlichte zahlreiche Artikel in der Schweiz, Frankreich und Grossbritannien.